# 内山由貴
内山 由貴（うちやま ゆき、10月2日 - ）は、日本の女性声優。千葉県出身。アトミックモンキー所属。

## 略歴
アトミックモンキー 声優・演技研究所第2期卒業。

## 人物
趣味・特技には空手、トロンボーン、映画鑑賞をそれぞれ挙げている。

## 出演
太字はメインキャラクター。

### テレビアニメ
- OZMAFIA!!（2016年、アンデ[3]）
- エッグカー（2019年 - 2020年、クリック[4]）

### Webアニメ
- サントリーWEBアニメ
  - 「RJバレーボール編」（しずみ、愛飲者）
  - 「ミルコラ編」（智子）
  - 「家政婦が見てた編」（家政婦）

### ゲーム
2012年
- 喋る!海賊ファンタジア（世直しシンディ）

2013年
- OZMAFIA!!（アンデ）
- The Wonderful 101（ワンダ・ピンク）

2014年
- プリンスPiaキャロット ※PC版

2015年
- ウチの姫さまがいちばんカワイイ（渓流姫 / スピナー・トレント）
- イグジストアーカイヴ -The Other Side of the Sky-（ジュリオベイル、ジュリオレーベ）

### ラジオCD
- 日々のブレンド

### 吹き替え

#### 映画
- テキサス・ダウン（クロエ）
- 最高の人生のつくり方（ケネディ〈ヤヤ・ダコスタ〉）
- 俺たちハングオーバー! 史上最悪のメキシコ横断（英語版）（ポカホンタス〈ローサ・サラザール〉）
- デビルズ・シティ（リサ）
- ファイトクラブ・レディズ（ギャビー）
- 沈黙の達人（サン、メイリン）

### その他コンテンツ
- 呼吸整体師が教える 深呼吸のまほう -体の不調が消える、人生が変わる-（朗読、Audible）
- ぼのぼの 宇宙から来たともだち（プラネタリウム番組、ボノボーノ）
- ボルドーワイン博物館（音声ガイド吹替）